# Microsoft Windows Services for UNIX
Microsoft Windows Services for UNIX (SFU) ist ein inzwischen eingestelltes Software-Paket von Microsoft, welches ein Unix-Subsystem und andere Komponenten einer Unix-Umgebung nach POSIX-Standard auf Windows 2000 bis Windows 8 bzw. Windows Server 2012 zur Verfügung stellt. Dieses Subsystem wird als Interix bezeichnet. 
Als Vorgängerprodukt kann das POSIX-Subsystem, als Nachfolgeprodukt das Windows-Subsystem für Linux betrachtet werden.

## Überblick
Wie das Microsoft-POSIX-Subsystem in Windows NT und das verbreitete Paket Cygwin ist auch Interix keine Emulation eines Unix-Kernels, sondern lediglich eine Implementierung eines User-Mode-Subsystems, welches im Gegensatz zu Cygwin unmittelbar auf dem NT-Kernel aufsetzt. Dadurch sind fork()/exec() erheblich schneller als bei Cygwin, aber ein Zugriff auf Treiber von Windows ist nicht möglich.
Die jüngste Version von Services for UNIX (SFU) beinhaltet:
- Mehr als 350 Unix-Hilfsprogramme, wie vi, ksh, csh, ls, cat, awk, grep, kill
- Den GCC-3.3-Compiler, Include-Dateien und Bibliotheken (wobei die libc Microsoft-spezifisch ist)
- Einen cc-ähnlichen „Wrapper“ für die Kommandozeilen-Versionen der Compiler in Microsoft Visual Studio
- Den GNU Debugger
- NFS-Server und -Client
- Diverse X11-Hilfsprogramme und Bibliotheken
- Ein Programm, das, in Verbindung mit Microsofts Active Directory, eine NIS-Server-Funktion übernehmen kann
- Einige Windows- und Unix-Programme zur Synchronisierung von Kennwörtern und Zugriffsrechten

In Services for UNIX nicht enthaltene Programme können als Binärversionen aus verschiedenen Quellen heruntergeladen und separat installiert werden. Programme, die auf die SCSI-Treiber angewiesen sind, können diese Treiber nicht benutzen.
Obwohl X11-Client, -Bibliotheken und -Anwendungsprogramme zur Verfügung gestellt werden, enthält Services for UNIX keinen X-Server. Es kann aber ein beliebiger anderer X-Server verwendet werden.

## Subsystems für UNIX-basierte Anwendungen (SUA)
Das Subsystems für UNIX-basierte Anwendungen (SUA) ist das Nachfolgeprodukt zu den SFU. Im Gegensatz zu den SFU ist es auch für 64-Bit-Versionen diverser Microsoft-Betriebssysteme verfügbar und unterstützt auch prinzipiell die Ausführung von 64-Bit-Anwendungen. Allerdings unterstützen die im SDK mitgelieferten GCC-Compiler nur die Erstellung von 32-Bit-Anwendungen. Um 64-Bit-Anwendungen zu erstellen, kann z. B. ein Wrapper für den Microsoft-Visual-Studio-Compiler verwendet werden.

## Offizielle Versionen
Die letzte Version der SFU trägt die Nummer 3.5. Als Veröffentlichungsdatum wird der 21. September 2006 angegeben. Die jüngste Version des SUA ist 6.2. Als Veröffentlichungsdatum wird der 31. Oktober 2012 angegeben.
Windows Server 2003 R2 enthält die meisten der SFU-Komponenten, insbesondere Microsoft Services for Network File System (NFS), Subsystem for UNIX-based Applications (Interix) und Identity Management for UNIX.
Windows Vista sowie Windows 7 in den Editionen Enterprise und Ultimate enthalten ebenfalls Komponenten der Services for Unix.
Microsoft hat nicht vor, weitere separat installierbare Versionen der SFU zu erstellen. Es war aber weiterhin zum freien Herunterladen verfügbar. Allgemeine Kundenunterstützung blieb bis 2011 gewährleistet. Die erweiterte Unterstützung lief am 8. April 2014 aus. Das SUA wurde 2016 durch das Windows Subsystem for Linux abgelöst.
| Offizielle Microsoft-Bezeichnung          | alternativ (Interop Systems) | unterstützte Betriebssysteme                                 |
| ----------------------------------------- | ---------------------------- | ------------------------------------------------------------ |
| Services for Unix 3.5                     | Interix 3.5                  | Windows XP, Windows Server 2003 (jeweils nur 32-Bit-Version) |
| Subsystem for UNIX-based Applications 5.2 | Interix 5.2                  | Windows Server 2003 R2 (nur 64-Bit-Version)                  |
| Subsystem for UNIX-based Applications 6.0 | Interix 6.0                  | Windows Server 2008, Windows Vista (Enterprise und Ultimate) |
| Subsystem for UNIX-based Applications 6.1 | Interix 6.1                  | Windows Server 2008 R2, Windows 7 (Enterprise und Ultimate)  |
| Subsystem for UNIX-based Applications 6.2 | Interix 6.2                  | Windows Server 2012, Windows 8 (Enterprise)                  |

## Von der aktuellen Version unterstützte Betriebssysteme
Microsoft Windows Services for UNIX kann auf den Windows-Varianten Server oder Professional installiert werden, eine Installation auf den Home-Varianten wird weder zur Verfügung gestellt noch unterstützt.
- Windows 2000 Server oder Professional mit Service Pack 3 oder neuer
- Windows XP Professional mit Service Pack 1 oder neuer
- Windows Server 2003

Das Subsystem for UNIX-based Applications wird für folgende Windows-Versionen zur Verfügung gestellt:
- Windows Server 2003 R2[5]
- Windows Vista Enterprise und Ultimate[6]
- Windows Server 2008
- Windows 7 Enterprise und Ultimate[7]
- Windows Server 2008 R2
- Windows 8 Enterprise[8]
- Windows Server 2012

## Nicht unterstützte Betriebssysteme
- Windows Small Business Server 2003
- Windows XP (64-Bit-Version)
- Windows Server 2003 (64-Bit-Version vor R2)